# Fedora (tarta)

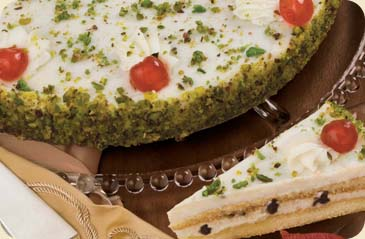
Tarta al requesón (torta alla ricotta).

La fedora es una tarta tradicional siciliana hecha a base de requesón (ricotta) azucarado, bizcocho (pan di Spagna), virutas de chocolate y decorada con pistacho y almendra.
Como el cannolo y la cassata, es una de las especialidades más conocidas de la pastelería siciliana.
Gracias a sus ingredientes, puede considerarse un símbolo de la región de Sicilia, debido a la calidad de las almendras y pistachos por la que es famosa Bronte.
- Datos: Q3741995